# ULAS J1342+0928
ULAS J1342+0928 — квазар, расположенный в созвездии Волопаса. По состоянию на конец 2017 год являлся самым удалённым из всех известных квазаров с красным смещением (z) 7,54, что превышает показатель предыдущего наиболее удалённого квазара ULAS J1120+0641. ULAS J1342+0928 находится в 13,1 млрд. световых лет от Земли в созвездии Волопаса. Связанная с квазаром сверхмассивная чёрная дыра имеет массу «800 миллионов масс Солнца».

## Открытие
6 декабря 2017 года астрономы объявили об обнаружении квазара на основании обработки совокупности данных, полученных с инфракрасного космического телескопа Wide-Field Infrared Survey Explorer (WISE) и с наземных телескопов: одного из Магеллановых телескопов в обсерватории Лас-Кампанас в Чили, Большого бинокулярного телескопа в Аризоне и Северного телескопа «Джемини» на Гавайях. Связанная с квазаром чёрная дыра уже существовала, когда возраст Вселенной составлял всего 690 миллионов лет (около 5 % от известного на данный момент возраста Вселенной 13,8 млрд лет).
Данный квазар возник в эпоху реионизации, которая последовала за эпохой «Тёмных веков». Огромные объёмы пыли и газа были выброшены квазаром в межзвёздную среду.

## Описание
Красное смещение квазара ULAS J1342+0928, по оценкам, составляет 7,54; таким образом, собственное расстояние квазара от Земли составляет 29,36 млрд световых лет. По состоянию на конец 2017 года это наиболее удалённый от Земли из обнаруженных квазаров. Свет от квазара, дошедший до Земли, появился менее чем через 690 миллионов лет после Большого взрыва, то есть около 13,1 миллиарда лет назад.
Светимость квазара, по оценкам, составляет 4⋅1014 светимости Солнца. Такая большая светимость объясняется воздействием сверхмассивной чёрной дыры массой 8⋅108 солнечных масс.

## Значение
Свет от квазара ULAS J1342+0928 был испущен ещё до завершения теоретически предсказанного перехода межгалактической среды из электрически нейтрального в ионизированное состояние (Реионизация). Квазары могли быть важным источником энергии для данного процесса, завершившего эпоху «Тёмных веков», поэтому наблюдения квазаров до этого перехода представляют большой интерес для астрофизиков. Из-за своей высокой светимости в ультрафиолетовом диапазоне квазары являются одними из лучших источников для изучения эпохи реионизации. Открытие ULAS J1342+0928 поставило под сомнение ряд теорий формирования чёрных дыр, так как появление сверхмассивной чёрной дыры на столь раннем этапе формирования Вселенной не было ими предсказано. Однако это не первый отдалённый квазар со сверхмассивной чёрной дырой, возникшей в «очень короткое время» после Большого взрыва по сравнению с теоретическими представлениями.
Некоторые исследователи полагают, что удалённые сверхмассивные чёрные дыры типа ULAS J1342+0928, чью огромную массу трудно объяснить на столь раннем этапе развития Вселенной, могут свидетельствовать о том, что Вселенная появилась в результате Большого отскока, а не Большого взрыва, а сверхмассивные чёрные дыры сформировались до этого «отскока».